# Vivienne Graig-McLaren
Vivienne Graig-McLaren (* im 20. Jahrhundert) ist eine namibische Geschäftsfrau im Medienbereich und war 1994 Bürgermeisterin von Windhoek.
Mitte der 1990er Jahre war Graig-McLaren Mitglied des Aufsichtsrats von TransNamib und übernahm 1998 den Vorsitz. Während ihrer Amtszeit als Bürgermeisterin der namibischen Hauptstadt 1997 setzte sie sich insbesondere für die Frauenrechte ein. Später war Graig-McLaren führende Mitarbeiterin bei der staatlichen Tageszeitung New Era.
2011 wurden Graig-McLaren und ihr Mann, der Rechtsanwalt Ian McLaren, sowie die beiden Töchter in ihrem Haus in Windhoek überfallen und brutal misshandelt. Im gleichen Jahr wurde sie Geschäftsführerin des privaten namibischen Fernsehsenders One Africa Television. Sie war zudem Beraterin des Staatspräsidenten in Wirtschaftsfragen.